# Раскрой
Раскрой — одна из технологий и задач производственного проектирования.
Актуальна во множестве типов производств, требующих оптимизации вырезания деталей из стандартных поставляемых форм используемого материала. Средством решения задачи являются всевозможные резательные машины, а также специальные алгоритмы, реализуемые средствами ЧПУ. Задача решается как для объёмных форм, включая формы природного происхождения, так и для форм, уже адаптированных для производственной деятельности человека (лист, прокат и т.д.).

## Раскрой древесины. Тангенциальные и радиальные доски
- Раскрой древесины, при котором получают как тангенциальные, так и радиальные доски.
- Раскрой древесины, при котором получают исключительно тангенциальные доски.

Первичный раскрой древесины осуществляют на лесопилке, разрезая бревно на доски. Технологический подход к раскрою древесины основывается на общей геометрической форме сырья, на анатомии древесины, на расположении пороков, а также на технологических особенностях дальнейшей обработки, к примеру, сушке.

### Рисунок доски на тангенциальном и радиальном резе
Внешний вид доски различается на участках тангенциального и радиального резов. На участках, подвергнутых радиальному резу, образы годичных слоёв тонкие и часто расположенные. На участках, подвергнутых тангенциальному резу, образы слоёв размыты, имеют большую ширину, расположены редко и обнаруживают концентричность в рисунке.

## Раскрой листового материала
Стандартными поставляемыми формами листового материала являются лист, полоса, пластина, рулон, лента.
К средствам раскроя, касающимся листового материала относят:
- лазерную резку;
- плазменную резку;
- Механическую резку.

Для механической резки используют ножницы и гильотины. С появлением высокопроизводительных прессов, операции механической резки стали производиться с их помощью.
Для раскроя объёмных материалов используют всевозможные абразивные и зуборезные пилы.